# 約翰·勒卡雷
約翰·勒卡雷（英語：John le Carré，1931年10月19日—2020年12月12日），本名大衛·約翰·摩爾·康威爾（David John Moore Cornwell），英國著名諜報小說作家。出生在英格蘭多塞特郡普爾。曾擔任英國情報人員。
約翰·勒卡雷倫敦時間2020年12月12日辭世，享壽89歲。

## 早年生活
勒卡雷出生於1931年10月19日，自小家庭不睦，父親朗奴·康威爾(Ronald Thomas Archibald Cornwell (1906-75))曾因詐欺罪被捕入獄，母親奧莉芙·蓋斯(Olive Glassy)於勒卡雷年幼時即離家出走，而勒卡雷至成年時甚至未知自己生母的姓名。勒卡雷妹妹夏洛特·康威爾是一名演員。勒卡雷18歲到瑞士伯恩大學攻讀外文文學，之後進入牛津大學林肯學院，1956年畢業後，在伊顿公学任教。1959年，開始進入外交部工作，曾經到波恩大使館任職二等秘書，也曾擔任漢堡領事，之後被MI6吸收。1961年，勒卡雷寫下生平第一本小說，當時他還任職於機構。
1950年代，英国秘密情报局先後有4個人被發現是蘇聯間諜：盖·伯吉斯、唐纳德·麦克莱恩、金·菲尔比、安东尼·布伦特，这使得蘇聯竊取了大量英國情報。约翰·勒卡雷在小說中影射了这一事情，金·菲尔比于1963年叛逃苏联，约翰·勒卡雷曾经说过金·菲尔比曾经向苏联告发了自己的间谍身份，导致他不得不于1964年退出英国情报机构。被迫退出英国情报机构幾年後，勒卡雷開始分析菲爾比的弱點以及詐欺手段，写进了日後小說《鍋匠、裁縫、士兵、間諜》作为情報員喬治·史邁利（George Smiley）最想抓拿的目標比尔·海顿（Bill Haydon）的原型。而喬治·史邁利的外型則是勒卡雷根據牛津大學林肯學院院長微微安·葛林塑造的。
1954年，勒卡雷娶了他的第一任妻子－愛莉森·安·薇洛尼卡·夏普（Alison Ann Veronica Sharp），育有三子－賽門（Simon）、史蒂芬（Stephen）以及提摩西（Timothy），兩人於1971年離婚。隔年，勒卡雷再婚，娶了薇露莉·珍·歐斯戴（Valérie Jane Eustace），兩人育有一子－尼卡拉斯（Nicholas）。

## 寫作生涯
勒卡雷的小說大多以諜報類型為主，又著重於冷戰。比較特別的是《天真善感的愛人》，這本小說帶有自傳性質，牽扯到作者以及前妻離異的故事。
勒卡雷的頭兩本小說《召喚死者》以及《優質殺手》，主要偏向懸疑推理類型，主人翁喬治·史邁利必須解決複雜的難題。接下來的兩篇長篇小說《夜班經理》與《榮譽學生》，勒卡雷逐漸專職擔任小說家，而減少懸疑類型的寫作，並且逐漸開發它筆下的角色。
勒卡雷的作品比起詹姆斯·龐德系列獲得廣泛的回應，他筆下的人物比起龐德，與社會的互動較為真實，外表也不怎麼突出。小說中少有掺雜動作驚悚的元素，例如武術或是高科技設施；劇情中的主角也有相當特徹的智力分析。又例如某些小說中，例如《德國小鎮》，幾乎整個故事都是主角間的對話所構成。勒卡雷可說是以深沉內斂的寫作風格確立了其在20世紀類型小說文學的地位。
勒卡雷的作品也比龐德系列的作品更加複雜，其中經常暗示西方諜報系統的詭譎，更加暗示出蘇聯集團以及NATO是兩個追求共同目標的兩個陣營。而伊恩·弗萊明所創造的虛構世界在勒卡雷的作品中通通不管用，勒卡雷筆下的間諜並非空想，而以諜報工作生存。勒卡雷也相當熱衷諜報世界的不確定因素－敵人所給予的資訊究竟是真實的還是陷阱，也因為這個邏輯使的這些資訊逐漸無用武之地。簡短的來說，勒卡雷的作品常常留下明顯的懷疑態度。

## 著作
| 发表年份 | 英文書名                          | 中文譯名               | 備註                                                                   |
| -------- | --------------------------------- | ---------------------- | ---------------------------------------------------------------------- |
| 1961年   | Call for the Dead                 | 死亡預約、召喚死者     | 1966年被改编为电影《倫敦間諜戰》                                       |
| 1962年   | A Murder of Quality               | 上流謀殺、優質殺手     | 1991年被改编为电影《优质杀手》                                         |
| 1963年   | The Spy Who Came in from the Cold | 冷戰諜魂               | 1965年被改编为电影《柏林谍影》                                         |
| 1965年   | The Looking Glass War             | 鏡子戰爭               | 1969年被改编为电影《镜子战争》                                         |
| 1968年   | A Small Town in Germany           | 德国小镇               |                                                                        |
| 1971年   | The Naïve and Sentimental Lover   | 天真善感的愛人         |                                                                        |
| 1974年   | Tinker Tailor Soldier Spy         | 鍋匠、裁縫、士兵、間諜 | 1979年被改编为电视剧《鍋匠、裁縫、士兵、間諜》，2011年被改编为电影《》 |
| 1977年   | The Honourable Schoolboy          | 榮譽學生               |                                                                        |
| 1979年   | Smiley's People                   | 史邁利的人馬           | 1982年被改编为电視劇《史迈利的人马》                                   |
| 1983年   | The Little Drummer Girl           | 女鼓手                 | 1984年被改编为电影《女鼓手》，2018年被改編為電視劇《女鼓手》           |
| 1986年   | A Perfect Spy                     | 完美的間諜             | 1987年被改编为电视剧《完美的間諜》                                     |
| 1989年   | The Russia House                  | 俄罗斯大厦、蘇聯司     | 1990年被改编为电影《俄羅斯大廈》                                       |
| 1990年   | The Secret Pilgrim                | 祕密朝聖者             |                                                                        |
| 1993年   | The Night Manager                 | 夜班经理               | 2016年被改編為电视剧《夜班經理》                                       |
| 1995年   | Our Game                          | 變調的遊戲             |                                                                        |
| 1996年   | The Tailor of Panama              | 巴拿马裁缝             | 2001年被改编为电影《驚爆危機》                                         |
| 1999年   | Single & Single                   | 辛格家族               |                                                                        |
| 2001年   | The Constant Gardener             | 永遠的園丁             | 2005年被改编为电影《》                                                 |
| 2003年   | Absolute Friends                  | 摯友 (小說)            |                                                                        |
| 2006年   | The Mission Song                  | 伦敦口译员 、使命曲    |                                                                        |
| 2008年   | A Most Wanted Man                 | 頭號要犯               | 2014年被改编为电影《》                                                 |
| 2010年   | Our Kind of Traitor               |           | 2016年被改編為電影《》                                                 |
| 2013年   | A Delicate Truth                  | 脆弱的真相             |                                                                        |
| 2017年   | A Legacy of Spies                 | 間諜身後               |                                                                        |
| 2019年   | Agent Running in the Field        | 間諜本色               |                                                                        |
| 2022年   | Silverview                        | 銀景莊園               |                                                                        |

## 外部連結
- 約翰·勒卡雷個人首頁 （页面存档备份，存于）